# Ormosia unicornis
Ormosia unicornis là một loài ruồi trong họ Limoniidae. Chúng phân bố ở miền Tân bắc.